# 错位的青春
《错位的青春》是日本漫画家浅野一二O所创作的青春题材成人向青年漫画。该作品于2009年7月7日至2013年1月8日连载于杂志《Manga Erotics F》第58期到第79期。后太田出版發行全2册单行本。

## 故事简介
故事发生在即便是夏天也并不繁忙的乡下海滨小镇，描绘了正处于青春期的男孩与女孩们的浪漫与性爱。
冬天，初中二年级的佐藤小梅与矶边惠介正站在海边。此时佐藤小梅正被自己所倾慕的学长三崎给说服，给他口交；而随后她又与矶边惠介在冲动下发生了性关系。但此时的小梅心中依然只有三崎，所以拒绝和惠介谈恋爱。惠介在初一的时候就向小梅表白过，直到此时他还爱着小梅。当惠介再度表白的时候，小梅不知道该如何回答，只能不断道歉。
次日，小梅收到了三崎对于强迫自己口交的道歉。但是小梅表示她并不责怪三崎且又同时提出了交往的请求，三崎却以小梅并非自己喜欢的类型而拒绝了她。小梅在离开学校的时候，痛哭流涕。在回家的途中，小梅遇到惠介。惠介对小梅说，就算小梅不喜欢自己也没有关系，并邀请她去自己的家。于是，两人就保持了这种隐秘的肉体关系。

## 创作背景
当浅野一二O刚开始从事漫画事业时，他将与性相关的素材视为生活中的常态，因此他的漫画作品里大量通过性来描绘现实。他觉得他所创作的《错位的青春》发表的正是时候，因为他发现由于他与漫画读者一起讨论性问题而让他自己在日本处于不利的舆论环境。 动画新闻网的夏侬·嘉里蒂认为，在漫画中直接展示阴毛是“日本出版史上一个时代变迁的标志”，因为这在日本出版物上曾是一个禁忌。

## 登場人物
佐藤小梅
一个普通的初中女生，被周遭的人评价为很烦人，與鹿島翔太是青梅竹馬。父亲是一名针灸师。她对三崎有好感却被他抛弃，然后还在他的安排下与矶边惠介“莫名其妙”地发生了性关系，然后两人就开始保持了这样的秘密关系。但是因为“海边少女”的存在而与矶边发生了争执，最終意識到自己對矶边的情感，向對方告白但被拒絕，至此結束雙方的關係。
故事結尾升上高中，與同校的大介成為男女朋友，與鹿島在海邊散心時表示自己找到了「更廣闊的海」。
矶边惠介
在初中一年级时向佐藤小梅表白的男生。性格内向，但却表现出傲慢。小学六年级时，他因父亲工作而搬家至此。惠介还有一个哥哥，不过他已经自杀却被视为是意外死亡。在哥哥死后，惠介接管了由他所运营的有关动漫的博客。
後期意外和“海边少女”的本人相遇和交換聯絡方式，決定考進“海边少女”的學校求學，最終在小梅向他表白時以「不知是否會被被再度戲弄」拒絕對方，正式離開小梅。
三崎
出了名厌恶女性的学长，留着半长发的帅哥。语气轻佻，并且有许多自恋的手势。自称喜欢的女性是安吉丽娜·朱莉。面对向自己告白的佐藤小梅，强迫其为自己口交。
鹿岛翔太
他是佐藤小梅一起长大的朋友和同学。身材矮小，满脸雀斑。他对小梅有淡淡的好感，因此对她动手动脚，而这却让小梅认为他很不友好。他经常跟踪偷看佐藤与矶边结伴上下学。
小林桂子
戴着眼镜的黑瞳女孩，也是佐藤小梅的同学兼好友。喜欢扮演搞笑艺人，也希望成为一名搞笑艺人。她对鹿岛翔太有莫名的好感。
海边少女
海边少女是佐藤小梅在沙滩捡到的一张SD卡内照片上的女孩。矶边很喜欢这个女孩并将这些照片保存在“海边少女”的文件夹下并用其中一张当成自己的手机壁纸。在故事结束时，这个女孩出现了。她是盟院学园高中二年级的女孩。

## 出版書籍
《错位的青春》最早于2009年7月7日开始在日本太田出版旗下的漫畫雜誌《Manga Erotics F》第58期开始连载， 并于2013年1月8日的第79期连载完结。 随后太田出版發行2卷单行本，分别于2011年3月17日和2013年2月21日出版。
在2015年举行的综合题材展上，讲谈社在美国的漫画出版公司美国讲谈社漫画旗下的出版品牌“垂直线”宣布他们已经获得该漫画的授权，将于2016年1月19日以单卷汇编版的形式在美国出版该漫画。 不过鉴于该漫画的尺度，美国版本将以薄膜封装的形式发行。 这部漫画还由不同的出版社在多个国家及地区出版发行，例如：负责在法国发行、 德国东京流行负责在德国发行、 负责在西班牙发行、 帕尼尼漫画负责在意大利发行， 繁體中文版由台湾东贩发行。
| 冊數 | 太田出版      | 太田出版               | 台灣東販      | 台灣東販               |
| 冊數 | 發售日期      | ISBN                   | 發售日期      | ISBN                   |
| ---- | ------------- | ---------------------- | ------------- | ---------------------- |
| 1    | 2011年3月17日 | ISBN 978-4-7783-2138-3 | 2012年2月1日  | ISBN 978-986-251-666-9 |
| 2    | 2013年2月21日 | ISBN 978-4-7783-2187-1 | 2014年9月11日 | ISBN 978-986-331-506-3 |

## 真人电影
改編真人电影版将于2021年8月20日在日本公映。本片导演为上田笃司，主演为石川瑠华和青木柚。 本片在日本被分为R15+级。

### 演员名单
- 佐藤小梅：石川瑠華饰
- 矶边惠介：青木柚饰
- 鹿岛翔太：前田旺志郎饰
- 小林桂子：中田青渚饰
- 三崎：仓悠贵饰
- 矶边父亲：村上淳（日语：村上淳）饰

#### 其他演员
- 宫崎优（日语：宮﨑優）
- 高桥里恩
- 平井亚门（日语：平井亜門）
- 圆井湾（日语：円井わん）
- 西洋亮（日语：西洋亮）
- 高崎加奈美（日语：高崎かなみ）

### 制作团队
- 原作：淺野一二O
- 導演、編劇、編輯：上田篤司
- 音樂：world's end girlfriend
- 插曲：Happy End（日语：はっぴいえんど）《集风（日语：風をあつめて (はっぴいえんどの曲)）》（PONY CANYON / URC唱片（日语：アングラ・レコード・クラブ））
- 製作：藤本款、吉田尚子、市村亮、前信介（日语：前信介）、村松克也、宮前泰志、水戶部晃
- 主要製作人：甲斐真树（日语：甲斐真樹）
- 製作人：白川直人、秋山智則
- 執行製作：鈴木徳至
- 技術指導：豐里泰宏
- 行銷製作：小口心平
- 攝影：大森洋介
- 燈光：石垣達也
- 音響：彌榮裕樹
- 美術、佈景：横張聰
- 服裝：小宮山芽以
- 髮型：河本花葉
- 副導演：平波亘（日语：平波亘）
- 製作担当：飯塚香織
- 共同劇本：平谷悦郎（日语：平谷悦郎）
- 製作公司、發行：Stylejam
- 製作協力：Cogitoworks
- 製作：『錯位的青春』製作委員会